# Seiko (ものまねタレント)
Seiko（せいこ、11月19日 - ）は、埼玉県出身のものまねタレント。
お笑いタレントのKICK☆（現キック）は元夫。
アイドル志望であったが、テレビ朝日「超そっくり人間！炎の対決グランプリ!」に松田聖子のものまねで出演、「あなたに逢いたくて」を歌い優勝。
それをきっかけにものまね事務所「オフィス南」にスカウトされものまねタレントとなる。
ものまねエンターテイメントハウス六本木STARの初代松田聖子のそっくりさんとして立ち上げから貢献し、「発表!日本ものまね大賞」で特別賞を受賞した。
その後もフジテレビ「爆笑そっくりものまね紅白歌合戦スペシャル」でレギュラー出演。
ものまね事務所オフィスインディーズ（現在のオフィスK事務所）からヘッドハンティングを受け、テレビ朝日「ミュージックエンター」に松田聖子のものまねで出演し松田聖子本人と共演を果たし本人公認となる。
現在は事務所を辞めフリーでものまねタレントとして活動中。
KICK☆とは彼のDV癖が原因で離婚している。

## 主なものまねレパートリー
- 松田聖子[1]

## TV出演
- 発表!日本ものまね大賞（第30回 発表!日本ものまね大賞では熱演賞受賞）
- 爆笑そっくりものまね紅白歌合戦スペシャル（準レギュラー）
- うたばん
- とんねるずの本汁でしょう!!
- ミュージックエンタ（松田聖子と共演）
- とんねるずの生でダラダラいかせて!!

## ディナーショーをしたホテル一覧
- センチュリーハイアット東京
- ヒルトン東京
- 京王プラザホテル
- グラウンドハイアット東京 ヨコハマ
- インターコンチネンタル東京
- 東京ウェスティンホテル
- ザ ペニンシュラホテル
- フォーシーズンホテル椿山荘
- マンダリンオリエンタル東京
- 全日空ホテル
- ザ リッツカールトン
- シェラトン東京ベイホテル
- 沖縄パインホテルパレスホテル
- 東京プリンス
- 伊東サンハトヤ
- アントラーズビアガーデン
- 東京ビッグサイト